# Baix Tatra

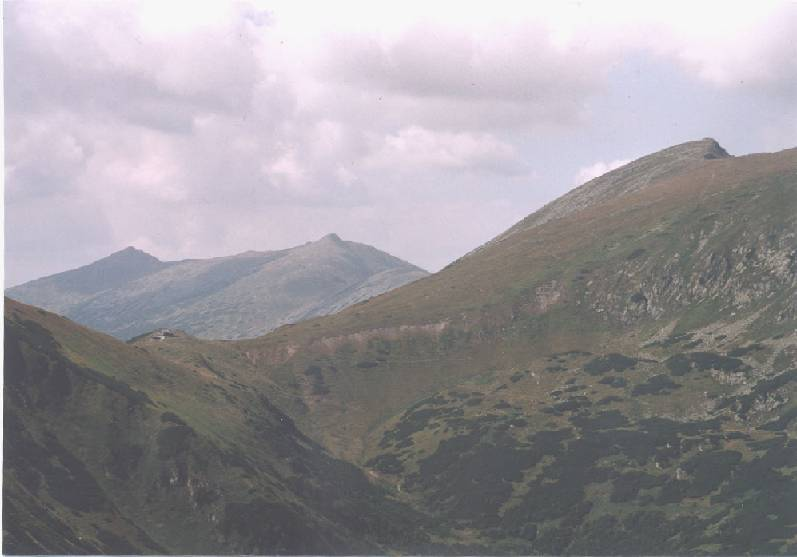
Muntanya Ďumbier (dreta) i muntanya Chopok (mig)

El Baix Tatra o Tatras (en eslovac, Nízke Tatry; en hongarès, Alacsony Tátra) és una serralada al centre d'Eslovàquia. Es troba al sud de l'Alt Tatra, de la qual està separada per la vall del riu Váh. La vall formada pel riu Hron es troba al sud de la serralada del Baix Tatra. La cresta va en direcció oest-est i té uns 80 km de llarg.
El pas de Čertovica divideix la cadena en dues parts. Els punts més alts del Baix Tatra es troben en la seva part occidental. Ďumbier és la muntanya més alta amb 2.042 msnm. El seu veí el Chopok (2.024 m) és accessible via funitel o telecabina i és el lloc més visitat en el Baix Tatra pel fet de trobar-se al vell mig de l'estació d'esquí de Jasná. Altres pics en la part occidental inclouen el Dereši (2.004 m) i el Chabenec (1.955 m). El pic més alt en la part oriental és el Kráľova hoľa (1.946 m). Les millors perspectives en la part occidental són les de Vésľká Chochuľa, Salatín, Chabenec, Skalka, Chopok, Ďumbier, Siná, Poludnica i Bava.
Diverses zones de carst se situen en formacions de calcària i dolomita en les vores meridionals i septentrionals de la cresta principal, que està composta de granit i Gneis. Entre les moltes coves descobertes, la cova Bystrianska (Bystrianska jaskyňa), cova de les ratapinyades mortes (Jaskyňa mŕtvych netopierov), Demänovská jaskyňa Slobody, cova de gel Demänová (Demänovská ľadová jaskyňa) i cova Važecká (Važecká jaskyňa) estan obertes al públic. El canó més gran està sota Salatín a la vall de Ludrová prop de Ružomberok (7 coves - no obertes al públic), adequat pel barranquisme. La major cascada està sota Brankov prop de Ružomberok - Podsuchá (55 m d'alt), i es pot aconseguir per una sendera marcada de verd des de Podsuchá (20 min). El major llac glacial és Vrbické pleso a la vall de Demänovská dolina.
Les muntanyes estan densament cobertes de bosc i la seva rica fauna inclou ós, llop i linx nòrdic. Els prats alpins són l'hàbitat de l'isard del Tatra.

## Parc Nacional
La major part del Baix Tatra està protegit pel Parc Nacional dels Baixos Tatra (Národný park Nízke Tatry; NAPANT), establert el 1978. La zona del Parc Nacional és de 728 km² i la zona de protecció és d'1.102 km²; 1.830 km² junts.

## Turisme
El turisme és molt popular en el Tatra. Durant l'hivern hi ha diverses estacions d'esquí en el Baix Tatra, per exemple Jasná, Mýto pod Ďumbierom i Tále. No només són centres de senderisme i esquí de fons, sinó que a més Jasna és la més gran estació d'esquí d'Europa Central i se serveix de la propera ciutat turística de Liptovský Mikuláš. Liptovský Mikuláš també ofereix una sèrie d'activitats a l'estiu com el ràfting, caiac, bots en el llac, pesca, Tatralandia, un parc aquàtic d'aigües calentes i senderisme, etc. Hi ha hotels, restaurants i bars a la ciutat.

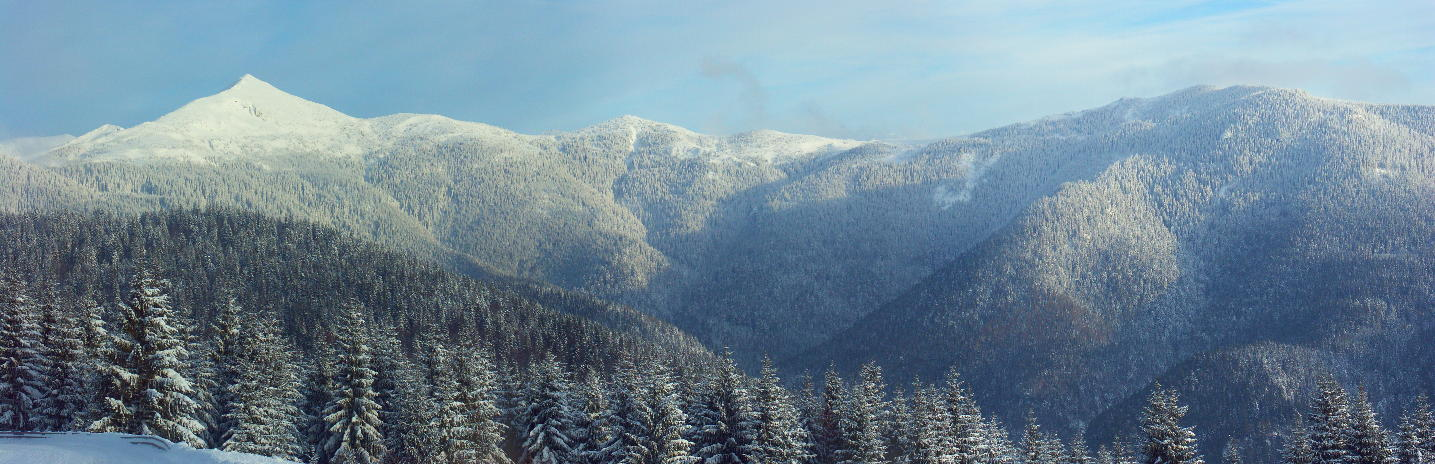
Baix Tatra a l'hivern

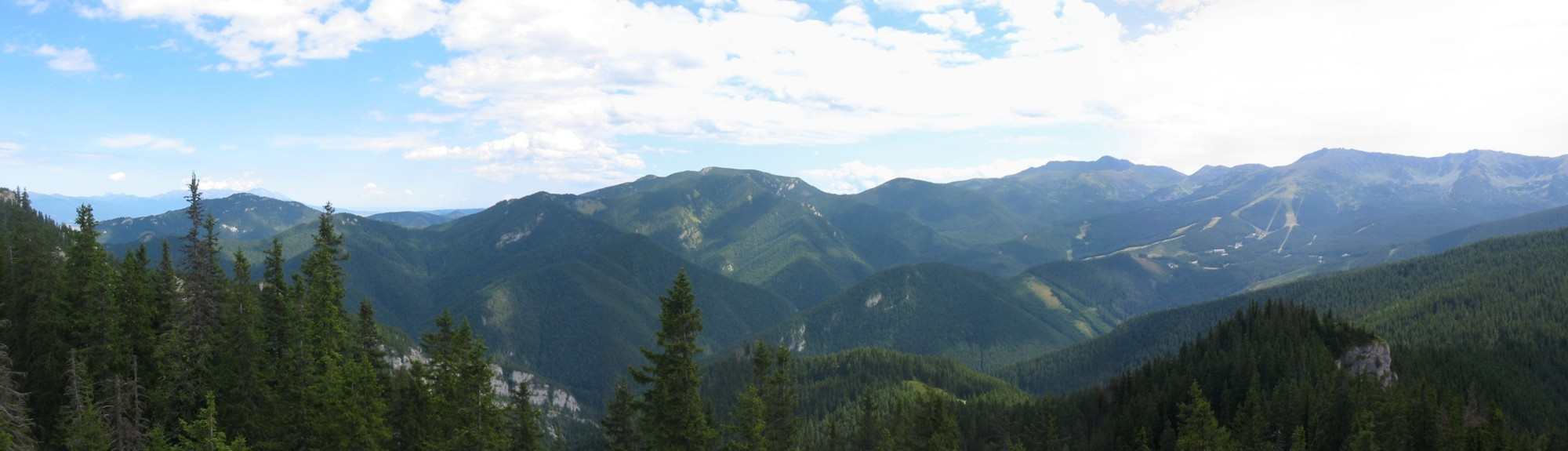
Vall de Demänovská dolina